# Koka (Shiga)
Kōka (Japans: 甲賀市, Kōka-shi) is een stad in de prefectuur Shiga in Japan. De oppervlakte van de stad is 481,69 km² en begin 2009 had de stad circa 94.000 inwoners.

## Geschiedenis
Van januari tot mei 745 was het het paleis Shigaraki de regeringszetel. Het huidige stadsdeel Shigaraki-chō was daarmee hoofdstad van Japan totdat de regeringszetel werd verplaatst naar Heijō-kyō gedurende het merendeel van de Naraperiode.
De gemeente Kōka (甲賀町, Kōka-chō) ontstond op 1 april 1955 uit de samenvoeging van de dorpen Aburahi (油日村, Aburahi-mura), Ohara (大原村, Ōhara-mura) en Sayama (佐山村, Sayama-mura).
Kōka werd op 1 oktober 2004 een stad (shi) na de samenvoeging van de gelijknamige gemeente met de gemeentes Konan (甲南町, Kōnan-chō), Minakuchi (水口町, Minakuchi-chō), Shigaraki (信楽町, Shigaraki-chō) en Tsuchiyama (土山町, Tsuchiyama-chō).
Gedurende de Edoperiode waren Minakuchi en Tsuchiyama halteplaatsen (宿場町, shukuba-machi) van de Tōkaidō.

## Bezienswaardigheden
- Ruïnes van het paleis Shigaraki

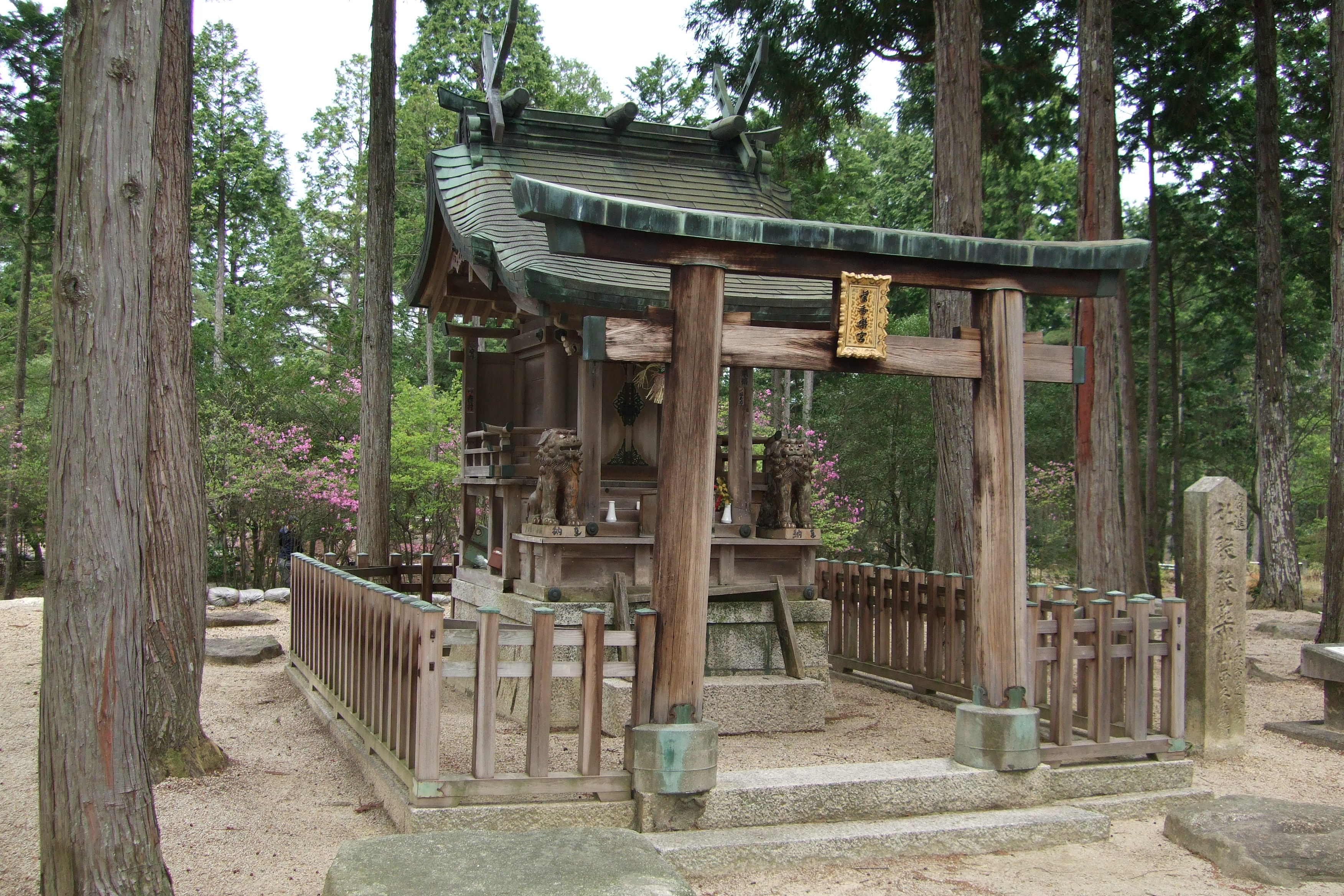
SSchrijn bij Shigaraki-gū

- Kōka ninjahuis, het meer dan 300 jaar geleden gebouwde huis van ninja Mochizuki Izumonokami.
- Miho Museum, met naast oosterse kunst ook voorwerpen uitGriekenland, Rome, Egypte en het Midden-Oosten.
- Shigaraki Keramisch Cultuurpark, een park met twee musea rond keramiek.
- Minakuchi kasteel, gebouwd in 1634 naar het Nijo kasteel in Kioto.

## Verkeer
Kōka ligt aan de Kusatsu-lijn van de West Japan Railway Company, de hoofdlijn van de Ōmi Spoorwegen en de Shiraraki-lijn van de Shigaraki Kōgen Spoorweg.
Kōka ligt aan Autoweg 1 (richting Osaka en Nagoya) en aan de autowegen 307, 422 en 477.

## Stedenband
Kōka heeft een stedenband met
- Traverse City, Verenigde Staten, sinds 20 mei 1970 (met Tsuchiyama)
- Marshall (Michigan), Verenigde Staten, sinds 20 augustus 1984 (met Kōka)
- De Witt (Michigan), Verenigde Staten, sinds 28 april 1994 (met Kōnan)
- Icheon, Zuid-Korea, sinds 23 oktober 1999 (met Shigaraki)

Alle stedenbanden zijn na de vorming van de stad Kōka herbevestigd op 19 november 2005.

## Aangrenzende steden
- Higashiōmi
- Konan
- Ōtsu
- Rittō
- Yasu
- Iga
- Kameyama
- Suzuka
- Yokkaichi

## Geboren in Kōka
- Masami Ihara (井原 正巳, Ihara Masami), voetballer
- Mineichi Iwanaga (岩永峯一, Iwanaga Mineichi), politicus en na augustus 2005 minister in het kabinet Koizumi
- Misugisato Kōji (三杉里 公似, Misugisato Kōji), pseudoniem van sumoworstelaar Kōji Okamato